# Brokeback Mountain (conto)
Brokeback Mountain (br/pt: O Segredo de Brokeback Mountain) é um conto escrito pela autora estadunidense Annie Proulx e publicado primeiramente na revista The New Yorker em 1997.

## História
"Brokeback Mountain" foi originalmente publicado na revista The New Yorker na edição de 13 de outubro de 1997. Dois anos mais tarde, foi publicado numa versão um pouco mais longa no livro Close Range: Wyoming Stories, uma coleção dos contos de Proulx. Venceu um prêmio O. Henry de melhor conto em 1998 (ficando em terceiro lugar na competição). A revista The New Yorker venceu o prêmio National Magazine de ficção pela publicação de Brokeback Mountain em 1998. A coleção de contos foi nomeada uma das finalistas para o prêmio Pulitzer em 2000.

## Adaptação
Os roteiristas Larry McMurtry e Diana Ossana transformaram o conto no filme homónimo que foi lançado no final de 2005 e que venceu três prêmios Oscars em março de 2006. No mesmo ano de lançamento do filme, ambos conto e roteiro foram publicados juntos no livro Brokeback Mountain: Story to Screenplay. O conto também foi publicado separadamente na forma de livro.

## Sinopse
O Segredo de Brokeback Mountain conta a história de dois jovens que se conhecem em 1963 em Wyoming. Rapidamente, ambos estabelecem relacionamento emocional e sexual, mas, terminado o período de trabalho conjunto nas montanhas, cada um toma seu rumo. Contudo, embora vivam suas vidas separadamente, com respectivas esposas, filhos e empregos, encontram-se, em rápidas viagens, na montanha de Brokeback - onde se conheceram pela primeira vez - ao longo de aproximadamente vinte anos.